# Wilhelm Steinlein
Wilhelm Steinlein (* 13. Juli 1901 in Trier; † 15. September 1974 in Brauneberg) war ein deutscher Jurist, Verwaltungsbeamter und Politiker (CDU).

## Leben
Nach seinem Abitur in Trier absolvierte Steinlein ein Studium der Rechtswissenschaften in Frankfurt am Main. Seine erste Wirkungsstätte war zunächst das Berliner Kammergericht, bevor er im Jahre 1927 zum Dr. jur. promovierte. In der Zeit von 1929 bis 1945 war er als Rechtsanwalt in Trier tätig, als ihn die amerikanische Besatzungsmacht am 20. März 1945 zum Regierungspräsidenten des Regierungsbezirks Trier bestimmte. Zu der Wahl Steinleins – der zu dieser Zeit noch Geschäftsführer der Paulinus-Druckerei in Trier gewesen war – kam es aufgrund einer Empfehlung seitens des Trierer Oberbürgermeisters Friedrich Breitbach, da der Jurist Steinlein ein bekennender Antinationalsozialist gewesen sei. Zudem übernahm er ab 1948 das Amt eines Staatssekretärs im Ministerium für Wirtschaft und Verkehr in Rheinland-Pfalz. Beide Ämter gab er 1958 auf und war dann bis zu seiner Pensionierung im Jahre 1969 Erster Geschäftsführender Direktor (Vorstandsvorsitzender) der Landesbank Rheinland-Pfalz – Girozentrale.

## Ehrungen
- Ehrensenator der Johannes Gutenberg-Universität Mainz
- 1958: Großes Bundesverdienstkreuz mit Stern

## Publikation
- Steinlein, Wilhelm (Dissertation): Der Begriff des nicht herausgeforderten Angriffs in Bündnisverträgen seit 1870 und insbesondere im Locarno-Vertrag, Leipzig und Frankfurt a. M. 1927[2].
- Steinlein, Wilhelm (Hrsg.), Esch, Peter und Recktenwald, Horst Claus: Monografie, "Die gewerbliche Wirtschaft in Rheinland-Pfalz", 1956, 267 Seiten.